# Pampus chinensis
Pampus chinensis – gatunek ryby z rodziny żuwakowatych.

## Występowanie
Ocean Indyjski i Pacyfik od Zatoki Perskiej na zach. po wsch. Indonezję na wsch. i Japonię na płn. Brak go w Papui-Nowej Gwinei i Australii.
Występuje nad dnem mulistym na głębokości powyżej 10 m, może wchodzić do ujść rzek. W zależności od pory roku przebywa pojedynczo lub w niewielkich grupach.

## Cechy morfologiczne
Osiąga maksymalne 40 cm długości (średnio 20 cm). Ciało bardzo wysokie, bocznie spłaszczone, mocne. Podstawa ogona krótka, wysoka, bocznie spłaszczona. Głowa zaokrąglona; czoło prawie proste, pysk tępy. 33 kręgi. Oczy małe, centralnie położone, o średnicy mniejszej niż długość pyska. Otwór gębowy przedni, mały, z tyłu zakrzywiony w dół i nie sięgający przedniej krawędzi oka. Szczęka górna połączona z głową, nieruchoma, pokryta skórą. Zęby w szczękach drobne, ułożone w pojedynczych rzędach, spłaszczone z trzema wierzchołkami (centralny wierzchołek znacznie większy od pozostałych). Otwory skrzelowe niewielkie ich dolna krawędź sięga niewiele poniżej płetw piersiowych. Na pierwszej parze łuków skrzelowych 11 - 14 wyrostków filtracyjnych. Linia boczna położona wysoko naśladująca kształt grzbietu. Łuski bardzo małe, cykloidalne, lekko zachodzące na podstawy płetw. Na głowie i karku naga plama z wyraźną siecią pionowych kanałów czuciowych, nie sięga ona za podstawę płetw piersiowych. W płetwie grzbietowej 43 -50 promieni; w płetwie odbytowej 39 - 42 promienie. W płetwach piersiowych 24 - 27 promieni. 
Ubarwienie grzbietu szarawe lub brązowawe, boki srebrzyste, ciało pokryte ciemnymi plamkami. Płetwy srebrzyste lub szarawe, ciemniejsze po brzegach. 

## Odżywianie
Żywi się żebropławami, salpami, meduzami oraz innymi organizmami planktonowymi ale zjada również organizmy bentosowe.

## Znaczenie
Posiada niewielkie znaczenie w rybołówstwie. Sprzedawany świeży.